# Beiers voetbalkampioenschap 1908/09
In 1908/09 werd het vierde Beiers voetbalkampioenschap gespeeld, dat georganiseerd werd door de Zuid-Duitse voetbalbond. De competitie was als Ostkreisliga een voorronde van de Zuid-Duitse eindronde. 
SpVgg Fürth en FC Nürnberg waren superieur aan de andere clubs in hun reeks, Fürth versloeg Concordia Nürnberg zelfs met 20-0. MTV Augsburg de vertegenwoordiger van de Gau Donau verzaakte aan een eindronde zoals voorgaand seizoen waardoor FC Nürnberg en MTV München elkaar bekampten voor de titel en een plaats in de eindronde. Nürnberg won en plaatste zich voor de eindronde, waar ze tweede werden in de groepsfase achter Karlsruher FC Phönix. 
FC Bavaria 1899 ging op in Turngemeinde München.

## 1. Liga Ostkreis

### Mittelfranken
| Plaats | Club                  | Wed. | W | G | V | Saldo | Ptn. |
| ------ | --------------------- | ---- | - | - | - | ----- | ---- |
| 1.     | 1. FC Nürnberg        | 8    | 7 | 1 | 0 | 68:8  | 15:1 |
| 2.     | SpVgg Fürth           | 8    | 6 | 1 | 1 | 75:15 | 13:3 |
| 3.     | SG Franken Nürnberg   | 8    | 3 | 0 | 5 | 18:28 | 6:10 |
| 4.     | SV Noris Nürnberg     | 8    | 3 | 0 | 5 | 17:50 | 6:10 |
| 5.     | FC Concordia Nürnberg | 8    | 0 | 0 | 8 | 3:80  | 0:16 |

|  | Geplaatst voor finale |
|  | Degradatie            |

### Oberbayern
| Plaats | Club                      | Wed. | W | G | V | Saldo | Ptn. |
| ------ | ------------------------- | ---- | - | - | - | ----- | ---- |
| 1.     | MTV München 1879          | 8    | 5 | 3 | 0 | 18:8  | 13:3 |
| 2.     | FA Bayern im Münchener SC | 8    | 5 | 1 | 2 | 24:9  | 11:5 |
| 3.     | TV 1860 München           | 8    | 2 | 2 | 4 | 17:18 | 6:10 |
| 4.     | FC Wacker München         | 8    | 2 | 1 | 5 | 14:27 | 5:11 |
| 5.     | Turngemeinde München      | 8    | 2 | 1 | 5 | 10:21 | 5:11 |

### Finale
Heen
|  |                  |       |                |         |
|  | MTV München 1879 | 4 - 3 | 1. FC Nürnberg | München |
|  |                  |       |                | München |

Terug
|  |                |       |                  |          |
|  | 1. FC Nürnberg | 3 - 0 | MTV München 1879 | Nürnberg |
|  |                |       |                  | Nürnberg |

Beslissende wedstrijd
|  |                  |       |                |  |
|  | MTV München 1879 | 1 - 5 | 1. FC Nürnberg |  |
|  |                  |       |                |  |